# Galesburg (Dakota del Norte)
Galesburg es una ciudad ubicada en el condado de Traill en el estado estadounidense de Dakota del Norte. En el censo de 2010 tenía una población de 108 habitantes y una densidad poblacional de 242,44 personas por km².

## Geografía
Galesburg se encuentra ubicada en las coordenadas 47°16′13″N 97°24′32″O / 47.27028, -97.40889. Según la Oficina del Censo de los Estados Unidos, Galesburg tiene una superficie total de 0.45 km², de la cual 0.45 km² corresponden a tierra firme y (0%) 0 km² es agua.

## Demografía
Según el censo de 2010, había 108 personas residiendo en Galesburg. La densidad de población era de 242,44 hab./km². De los 108 habitantes, Galesburg estaba compuesto por el 98.15% blancos, el 0% eran afroamericanos, el 1.85% eran amerindios, el 0% eran asiáticos, el 0% eran isleños del Pacífico, el 0% eran de otras razas y el 0% pertenecían a dos o más razas. Del total de la población el 0% eran hispanos o latinos de cualquier raza.